# Aeroportul Martin State
Aeroportul Martin State (IATA: MTN, ICAO: KMTN, FAA LID: MTN) este un aeroport din Comitatul Baltimore, Maryland, Maryland, Statele Unite ale Americii ce deservește zona Baltimore. Aeroportul a fost tranzitat în 2019 de 168 de pasageri. A fost numit după Glenn L. Martin⁠(d).
Situat la o altitudine de 7 m, aeroportul dispune de 1 pistă. Este operat de Maryland Aviation Administration⁠(d).

## Infrastructură

### Piste
Aeroportul dispune de o singură pistă. Pista 15/33 are suprafața de asfalt și dimensiunile 6.997 picioare × 180 picioare. 